# Wohn- und Wirtschaftsgebäude An der Wassermühle 6
Das Wohn- und Wirtschaftsgebäude An der Wassermühle 6 in Syke, Ortsteil Barrien, stammt von 1735.
Das Gebäude steht unter Denkmalschutz.

## Geschichte
Barrien ist ein viele hundert Jahre altes Dorf, das 1326 in den Besitz der Grafen von Hoya kam.
Das eingeschossige Gebäude, ein früheres Hallenhaus in Fachwerk mit Ziegelausfachungen, reetgedecktem Krüppelwalmdach, Niedersachsengiebel mit Uhlenloch und Pferdeköpfen am Dachfirst sowie der Grooten Door mit Korbbogen an der Giebelseite wurde 1735 (Inschrift) gebaut. Das ehemalige, sanierte Bauernhaus steht direkt neben der alten Wassermühle Barrien.